# Ladislav Roman
Ladislav Roman (* 6. ledna 1948) byl slovenský a československý politik, po sametové revoluci poslanec Sněmovny národů Federálního shromáždění za Slovenskou národní stranu.

## Biografie
Ve volbách roku 1990 byl zvolen za SNS do slovenské části Sněmovny národů (volební obvod Středoslovenský kraj). Ve Federálním shromáždění setrval do voleb roku 1992.
V roce 2006 se uvádí jako kandidát strany Nezávislé fórum na post zastupitele městské části Bratislava-Vrakuňa. Profesně se zmiňuje jako právník.